# Władimir Bogomołow
Władimir Osipowicz Bogomołow (ros. Влади́мир О́сипович Богомо́лов; ur. 3 lipca 1924 lub 1926, zm. 30 grudnia 2003 w Moskwie) – radziecki i rosyjski pisarz.
Pochowany na Cmentarzu Wagańkowskim w Moskwie.

## Wybrana twórczość
Proza podejmująca tematykę wojenną.
- Iwan (Иван, opublikowana pod tytułem Wasia w 1958 roku na łamach gazety Trybuna Robotnicza (numery 271–282)
- Zosia (Зося, wyd. pol. 1966)

- Cmentarz pod Białymstokiem (Кладбище под Белостоком)
- W awgustie sorok czetwiortogo (В августе сорок четвёртого)
- Ból serca mego (Сердца моего боль, wyd. pol. 1970)

## Wybrane scenariusze filmowe
- 1962 : Dziecko wojny
- 1967: Zosia